# 金石範
金 石範（きん せきはん、キム・ソクポム、김 석범、1925年10月2日 - ）は、在日朝鮮人の作家。「慎洋根」を本名としており、朝鮮語では「金石範」と同じく「キム・ソクポム」と読む「金錫範」という名前も使っている。妻は久利定子。

## 略歴
済州島出身の両親の元で大阪市猪飼野で生まれた。戦時中に済州島で暮らし、朝鮮独立を目指す人々と知り合う。1945年、大阪で終戦を迎えた。直後にソウルに渡るも、1946年に日本に戻り、その後日本で暮らすようになる。関西大学専門部経済学科、京都大学文学部美学科卒業。
日本に戻った直後の1948年4月3日、故郷の済州島で、南側単独選挙に反対する左派島民の武装蜂起が起こる。同年から1954年にかけて李承晩支持派によって多数の島民が虐殺された（「済州島四・三事件」）。これは、後の作品のモチーフとなっていく。2015年4月1日には、この事件を題材にした一連の作品により韓国の第1回「済州4・3平和賞」を受賞している。この受賞に関しては、民団からは批判されている。
1957年、『文藝首都』に「看守朴書房」「鴉の死」を発表するが、このときは話題にならなかった。このころは朝鮮新報で記者を務めるなど朝鮮総連の組織と関係を保っていたが、1967年、『鴉の死』の単行本出版を機に組織から離れ、以後は日本語創作を軸にするようになり、1970年に書いた「万徳幽霊奇譚」で作家としての地位を確立する。
済州島の事件をモチーフにした作品群は、風土性とも関連して、政治のあり方への文学の立場からの意見となった。1976年から1997年まで長期にわたり発表された『火山島』は、そうした作品として大きな位置を占めている。当初は「海嘯」の題名で『文學界』に6年間連載（単行本の第3巻目まで）し、単行本「火山島」に改題し刊行。1984年に第11回大佛次郎賞を、全7巻刊行により1998年に第39回毎日芸術賞を受賞している。
1974年4月、朴正熙の独裁政権に反対するデモを起こした大学生らのうち180人が拘束される「民青学連事件」が発生。7月16日までに、金芝河ら14人に死刑、15人に無期懲役、日本人の太刀川正樹と早川嘉春を含む26人に懲役15年から20年の刑が科せられた。同月16日夕方から19日にかけて金石範、李恢成、金時鐘、真継伸彦、南坊義道らは数寄屋橋公園でハンガー・ストライキを行った。同月21日に金芝河の刑は無期懲役に減刑された。
1975年2月、金石範は、金達寿、李進熙、姜在彦らとともに雑誌『季刊三千里』を創刊した。1981年に金達寿らが全斗煥独裁政権時代の韓国へ訪問したことを機に編集委員を辞任した。朝鮮籍を「北でも南でもない準統一国籍」と考えて便宜的に維持し続けている一人である。李恢成の韓国国籍取得を批判し、論争に発展したこともあった。李に対する憶測と猜疑心による激しい個人攻撃は、終わりが見えていない。数度に渡って韓国政府からの招請を拒んでいるが、これも韓国籍の取得が入国条件だったためである。1988年には民間団体の招待で朝鮮籍のままソウルと済州島を訪れた。
前述の「済州4・3平和賞」の受賞を受けて、金は2015年春に済州島での授賞式に出席しており、その席上で、四・三事件のあった時期の李承晩政権の政策などを批判した。彼の発言は国会議員の一部など韓国の保守的な立場の人々から強く非難された。同年10月に金が韓国を訪問すべく在日韓国大使館に申請したところ手続きを拒否されたが、大使館関係者からの事情説明によれば、先の授賞式での金の発言が問題視されたことも影響しているという。この訪韓の理由は、韓国語訳『火山島』の出版を記念したソウルでの行事に参加するためであった。韓国では同年10月に、金煥基（キム・ファンギ）と金鶴童（キム・ハクトン）によるハングル訳で全巻刊行されている。

## 主な著作

### 単著
- 『鴉の死』新興書房 1967年
  - 新版 講談社、1971年、講談社文庫 1985年、小学館文庫 1999年
  - 『新編 鴉の死』クオン 2022年
- 『万徳幽霊奇譚』筑摩書房 1970年、新編・講談社文芸文庫 1991年
- 『ことばの呪縛 -「在日朝鮮人文学」と日本語』筑摩書房 1971年
- 『夜』文藝春秋 1973年
- 『詐欺師』講談社 1974年
- 『1945年夏』筑摩書房 1974年
- 『口あるものは語れ』筑摩書房 1975年
- 『民族・ことば・文学』創樹社 1976年
- 『遺された記憶』河出書房新社 1977年
- 『マンドギ物語』筑摩書房〈ちくま少年文学館〉1978年
- 『往生異聞』集英社 1979年
- 『祭司なき祭り』集英社 1981年
- 『「在日」の思想』筑摩書房 1981年
  - 『新編「在日」の思想』講談社文芸文庫 2001年5月。ISBN 978-4-06-198256-7
- 『幽冥の肖像』筑摩書房 1982年
- 『火山島』全7巻、文藝春秋 1983年1月 - 1997年9月。ISBN 978-4-16-363170-7 - 978-4-16-363620-7
  - オンデマンド出版にて新装復刊[16]。『火山島』全7巻、岩波書店 2015年10月。ISBN 978-4-00-730285-5 - 978-4-00-730291-6
- 『金縛りの歳月』集英社 1986年
- 『故国行』岩波書店 1990年
- 『転向と親日派』岩波書店 1993年
- 『夢、草深し』講談社 1995年
  - 『鴉の死、夢、草深し』小学館文庫 1999年
- 『地の影』集英社 1996年
- 『海の底から、地の底から』講談社 2000年
- 『満月』講談社 2001年
- 『虚日』講談社 2002年
- 『国境を越えるもの「在日」の文学と政治』文藝春秋 2004年
- 『金石範作品集』全2巻、平凡社 2005年
- 『〈在日〉文学全集 金石範』勉誠出版 2006年
- 『地底の太陽』集英社 2006年
- 『死者は地上に』岩波書店 2010年
- 『過去からの行進』上・下、岩波書店 2012年
- 『海の底から』岩波書店　2020年
- 『満月の下の赤い海』クオン 2022年
- 『金石範評論集』全2巻 明石書店 2023年。姜信子編

### 共著
- 『なぜ書きつづけてきたか なぜ沈黙してきたか - 済州島四・三事件の記憶と文学』（金時鐘と共著）、文京洙編、平凡社、2001年11月。ISBN 978-4582454260
  - 増補版『なぜ書きつづけてきたか なぜ沈黙してきたか - 済州島四・三事件の記憶と文学』（金時鐘と共著）、文京洙編、平凡社ライブラリー、2015年4月。ISBN 978-4582768282
- 『異郷の日本語』（崔真碩・佐藤泉・片山宏行・李静和と共著）、青山学院大学文学部日本文学科編、社会評論社 2009年。ISBN 978-4-7845-0951-5
- 『金石範《火山島》小説世界を語る!  済州島四・三事件/在日と日本人/政治と文学をめぐる物語』安達史人・児玉幹夫：インタヴュー、内田亜里 写真、右文書院 2010年4月。ISBN 978-4-8421-0737-0

### 翻訳
- 金寿福『ある女教師の手記』朝鮮青年社〈朝鮮青年新書〉1963年
- 玄基榮『順伊（スニ）おばさん』新幹社 2001年、新版2012年